# کارلووی واری
کارلووی واری (به چکی: Karlovy Vary، به آلمانی: Karlsbad) یک شهر کوچک گردشگری دارای چشمه‌های آب گرم، واقع در غرب بوهم در جمهوری چک است.
جمعیت این شهر بر پایه آمار سال ۲۰۰۸ برابر با ۵۳٬۷۰۸ نفر و مساحتش ۵۹٫۱۰ کیلومتر مربع است. کارلووی واری مرکز استان کارلووی واری است و در شمال غربی جمهوری چک تقریباً در فاصله ۱۳۰ کیلومتری غرب پراگ در هم‌ریزگاه رودهای اوهر و تپلا جای دارد.
این شهر پس از بنیان‌گذاری توسط کارل چهارم امپراتور امپراتوری مقدس روم و پادشاه بوهم در سال ۱۳۷۰ به این نام شناخته شد. در سال ۱۸۱۹ کنگره کالسباد به ابتکار مترنیخ نخست‌وزیر اتریش و به منظور سرکوب مبارزات آزادی‌خواهی در شاهزاده‌نشین‌های کنفدراسیون آلمان در این شهر برگزار شد.
شهرت تاریخی شهر به‌خاطر چشمه‌های آب گرم آن که شامل ۱۳ چشمه اصلی و در حدود ۳۰۰ چشمه کوچکتر و نیز رود آب‌گرم تپلا است. کارلووی واری از قرن نوزدهم تبدیل به مقصد گردشگرانی شد که بیشتر به منظور استفاده از خواص درمانی چشمه‌های آب گرم آن به این شهر سفر می‌کنند.
این شهر همچنین به‌خاطر میزبانی جشنواره بین‌المللی فیلم کارلووی واری که مهمترین جشنواره اروپای مرکزی و شرقی به شمار می‌رود و نیز تولید نوعی مشروب الکلی (لیکور) رایج در چک به نام بِفِروفکا (Becherovka) شناخته شده‌است. همچنین کارخانه تولید جام‌های (گیلاس) تجملی و معروف موزر (Moser Glass) در این شهر جای دارد.

## نگارخانه

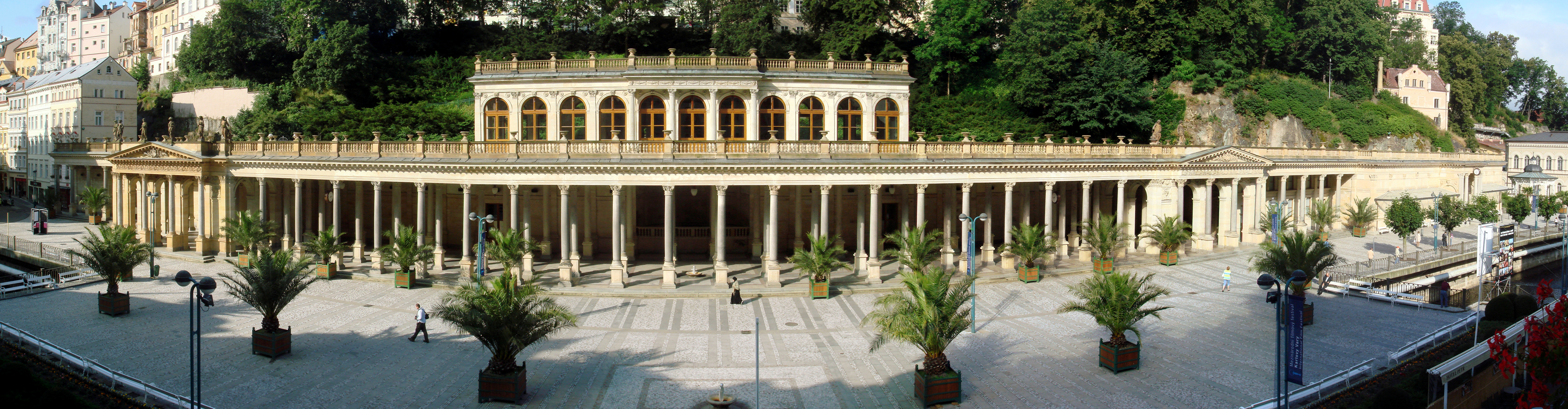
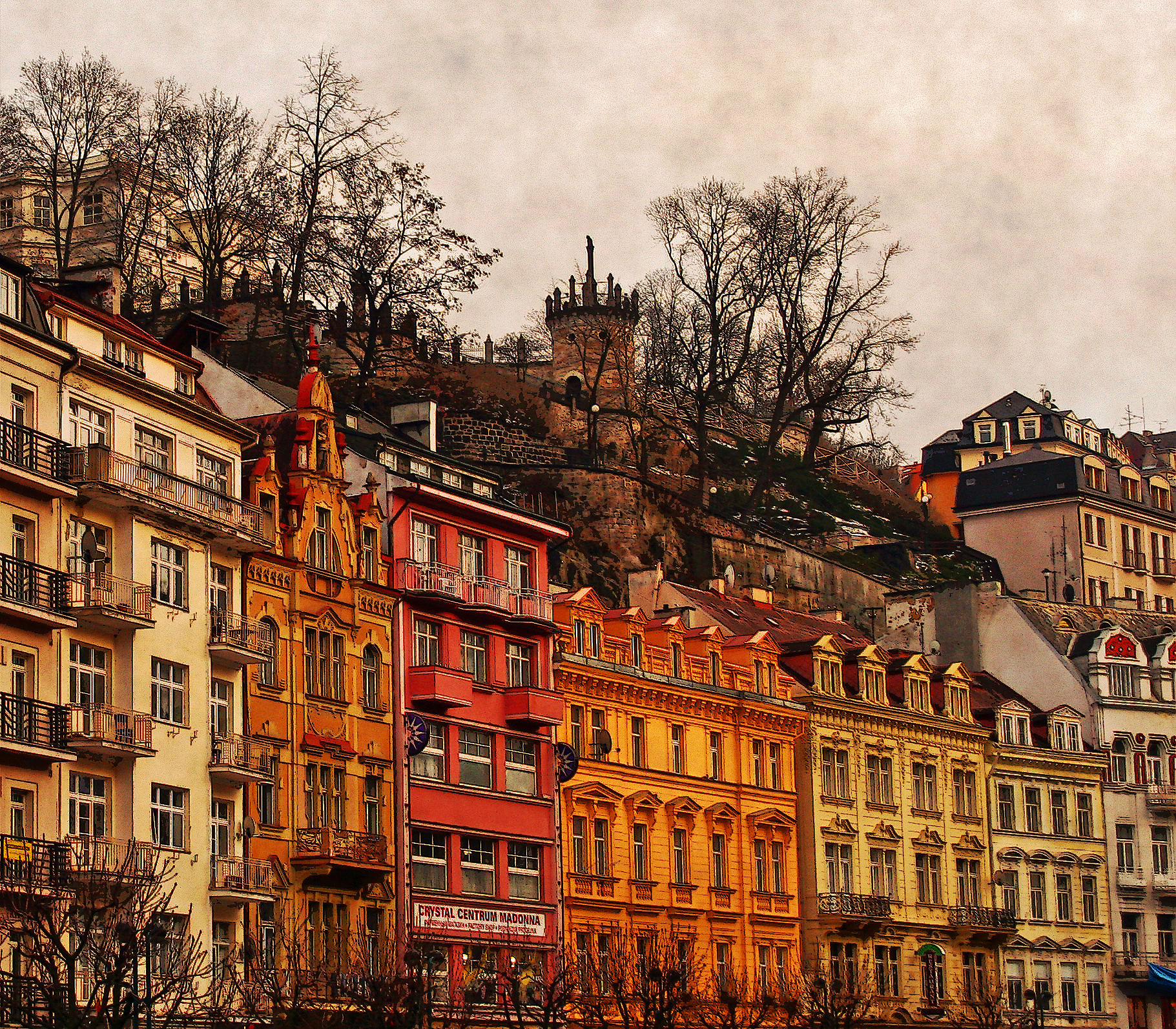
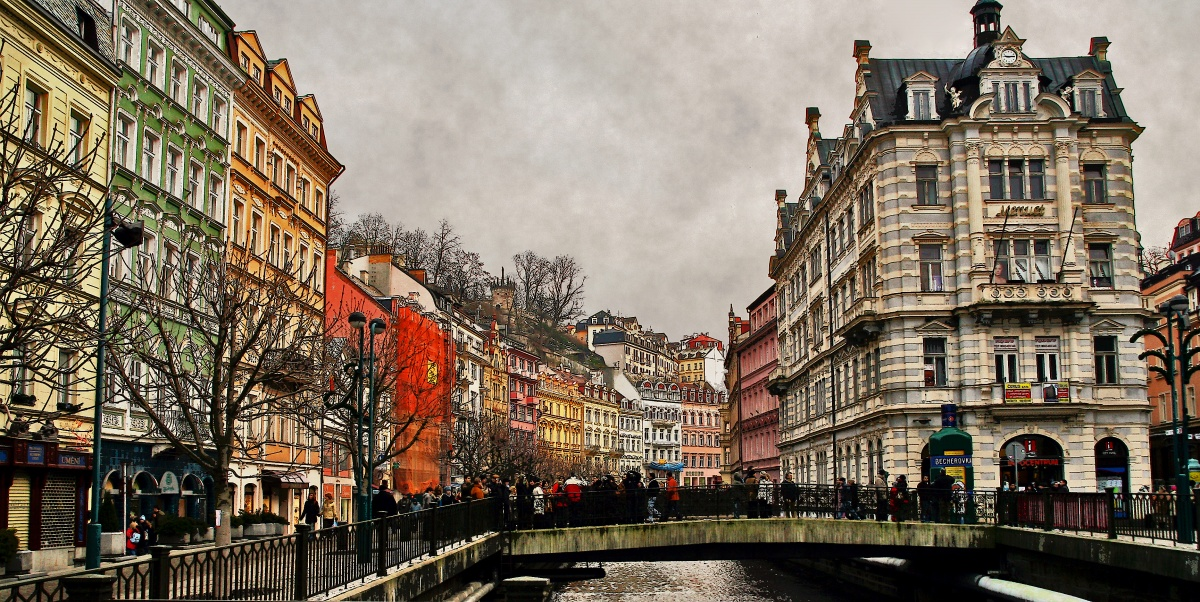
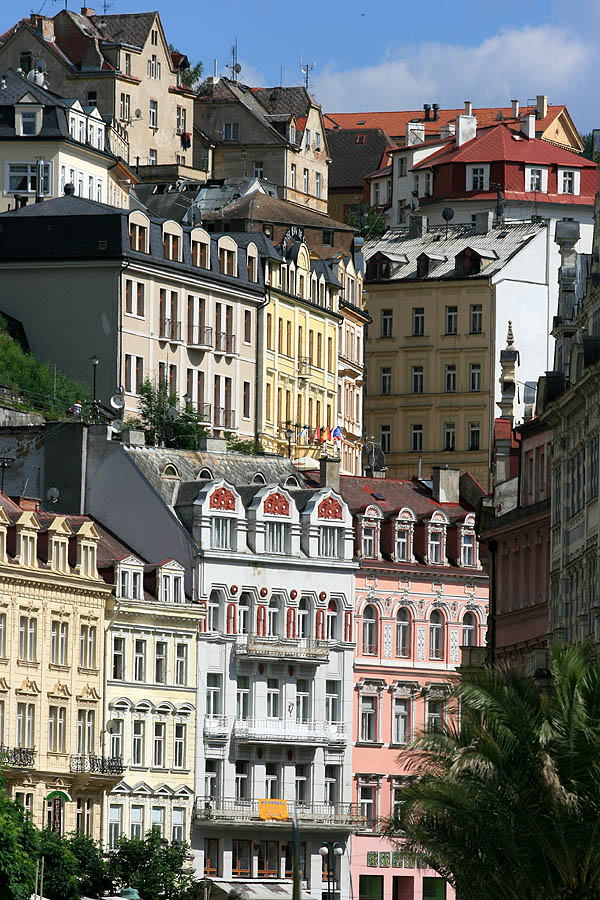
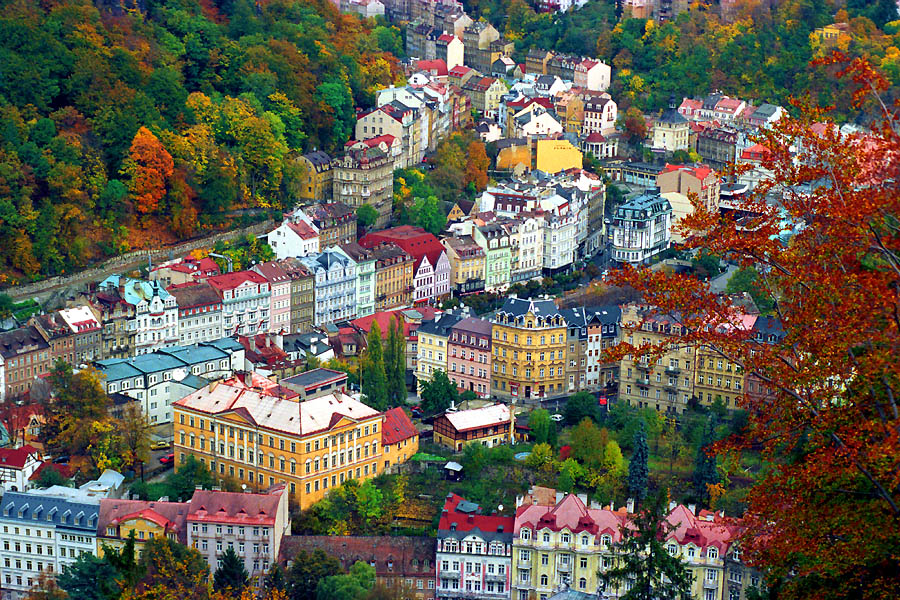
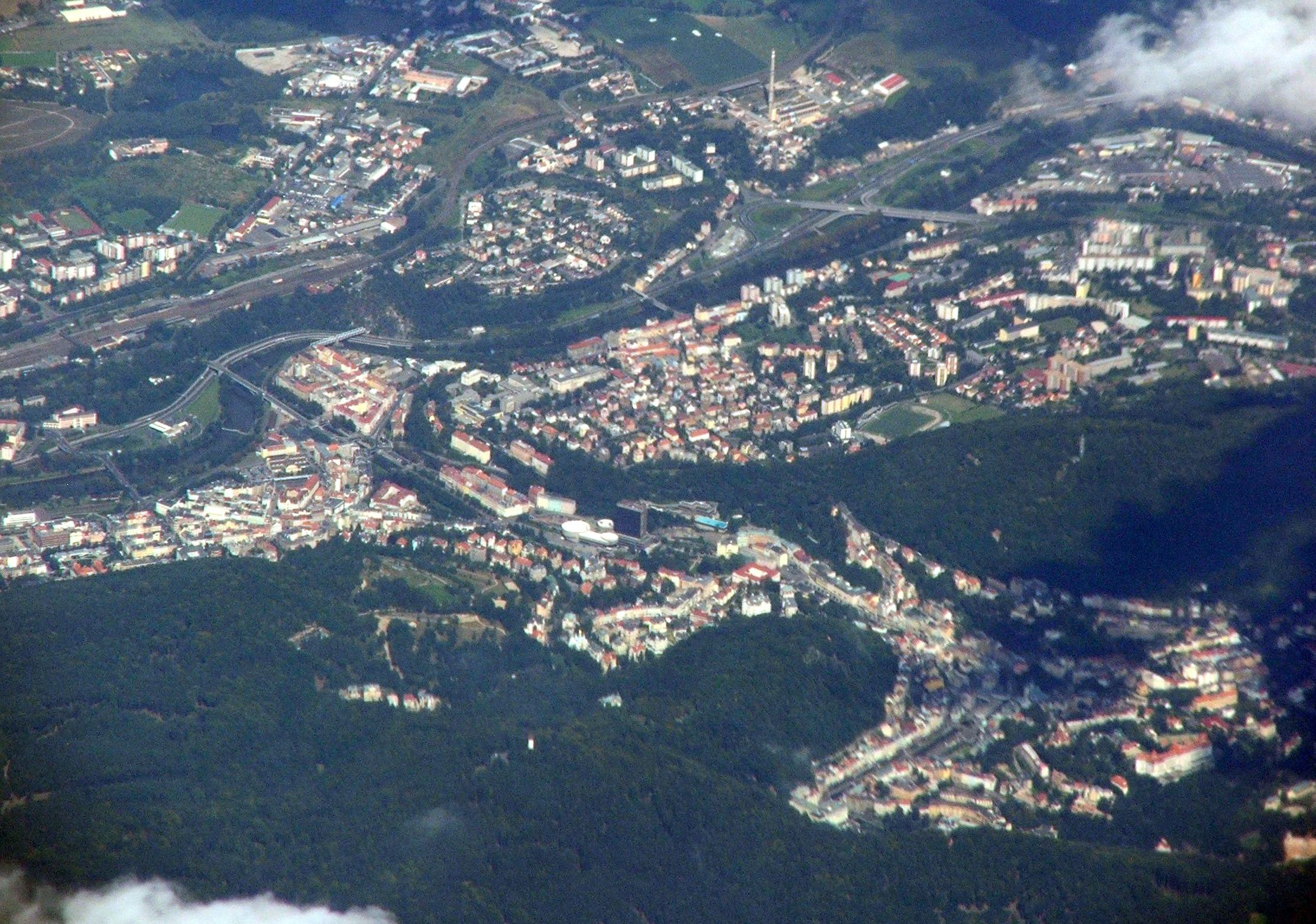
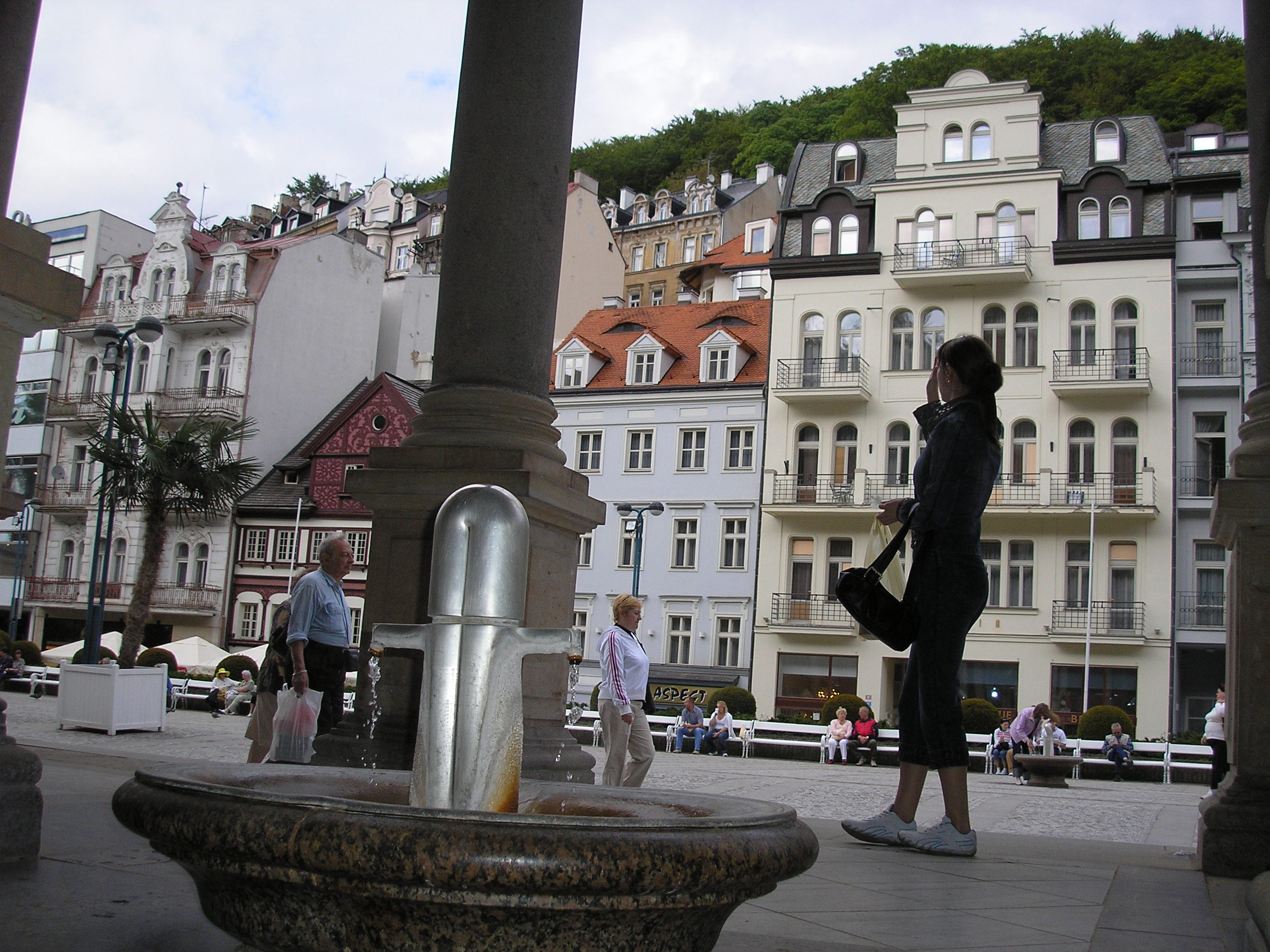
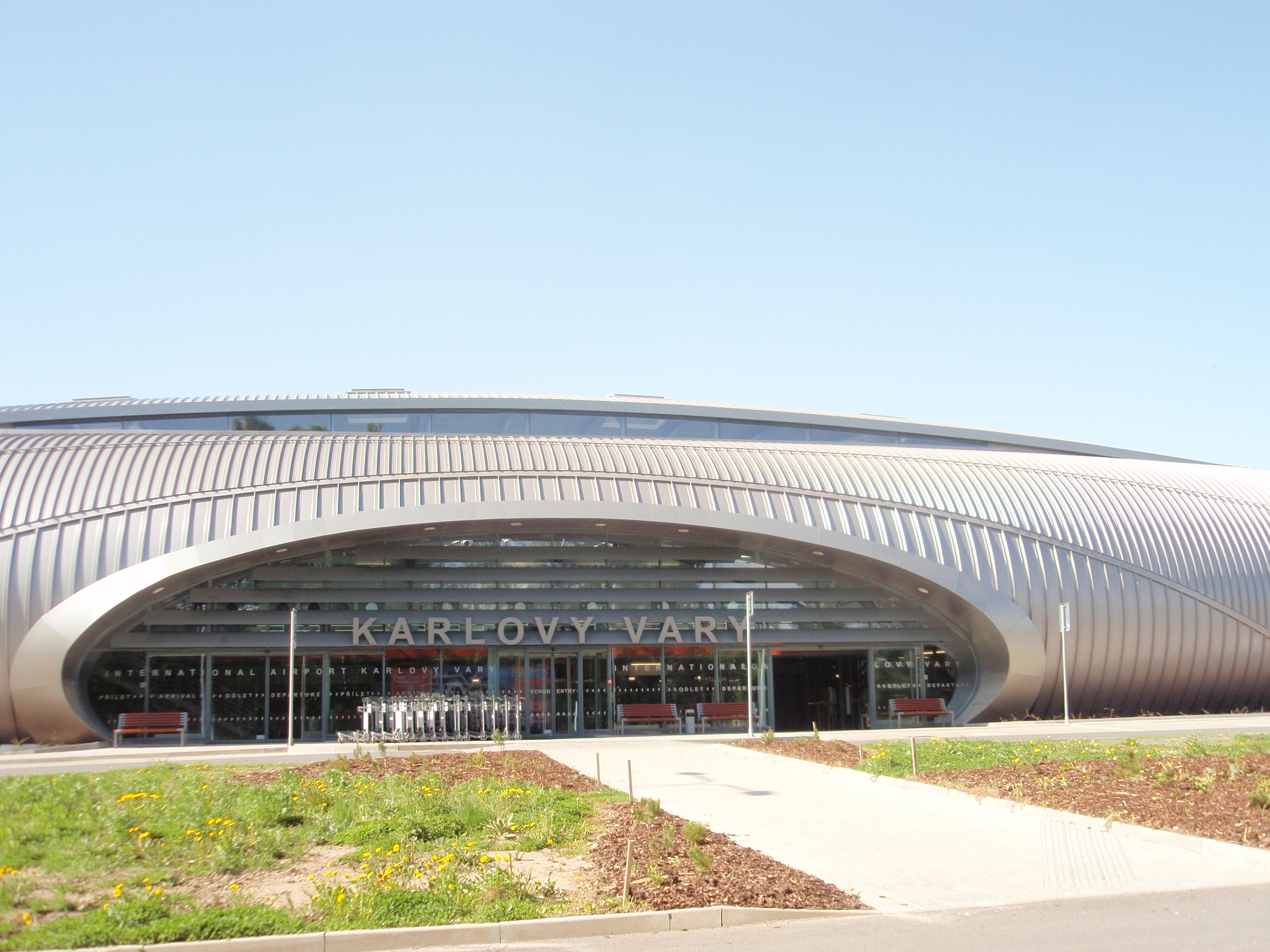
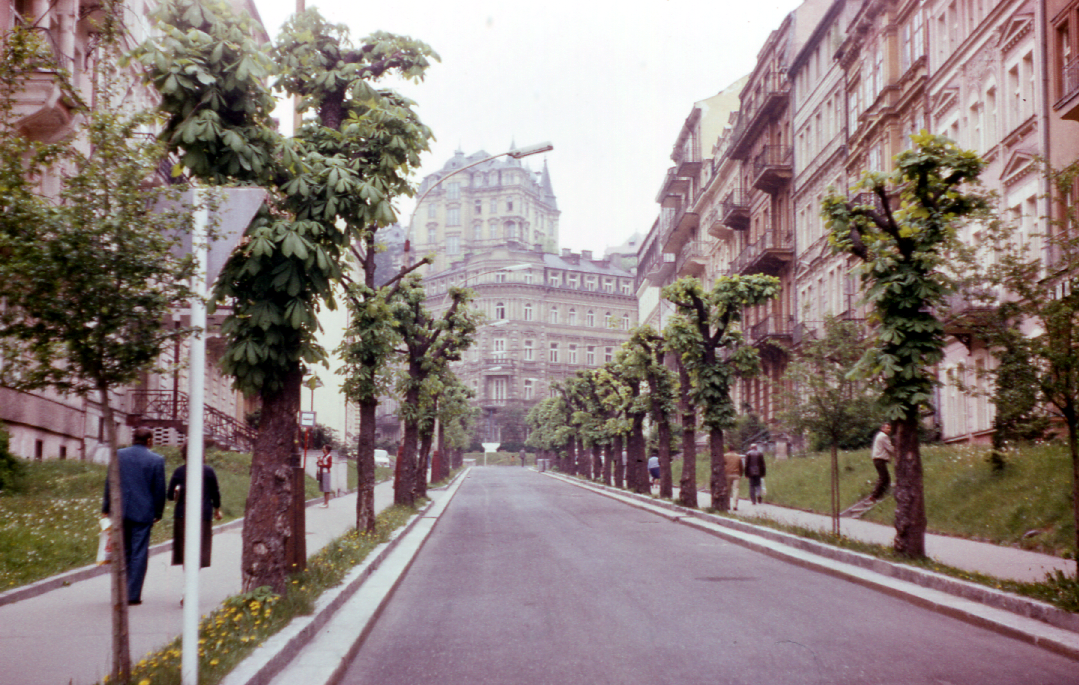
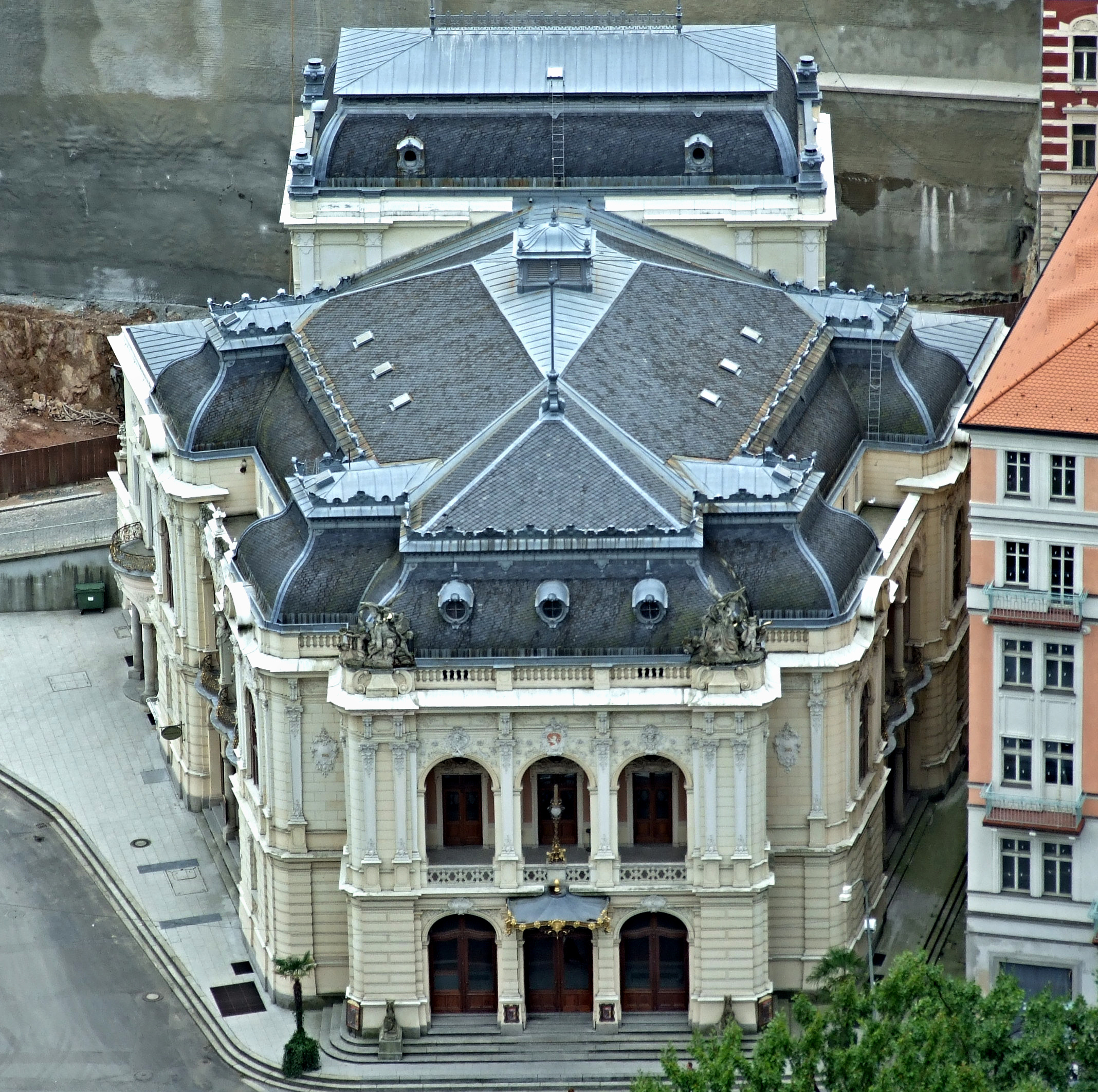
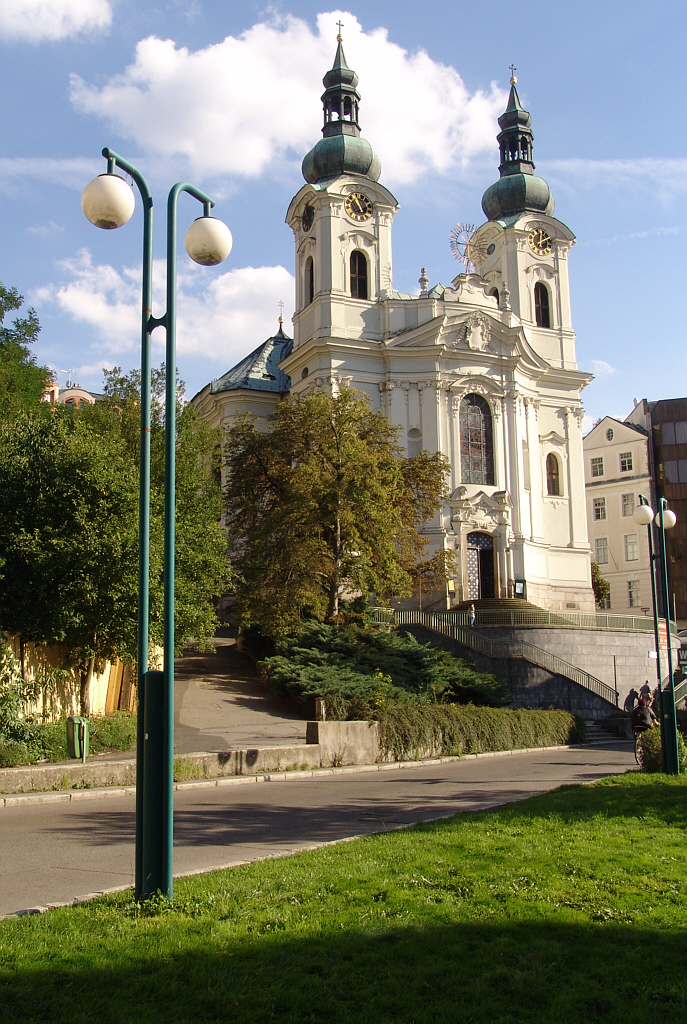
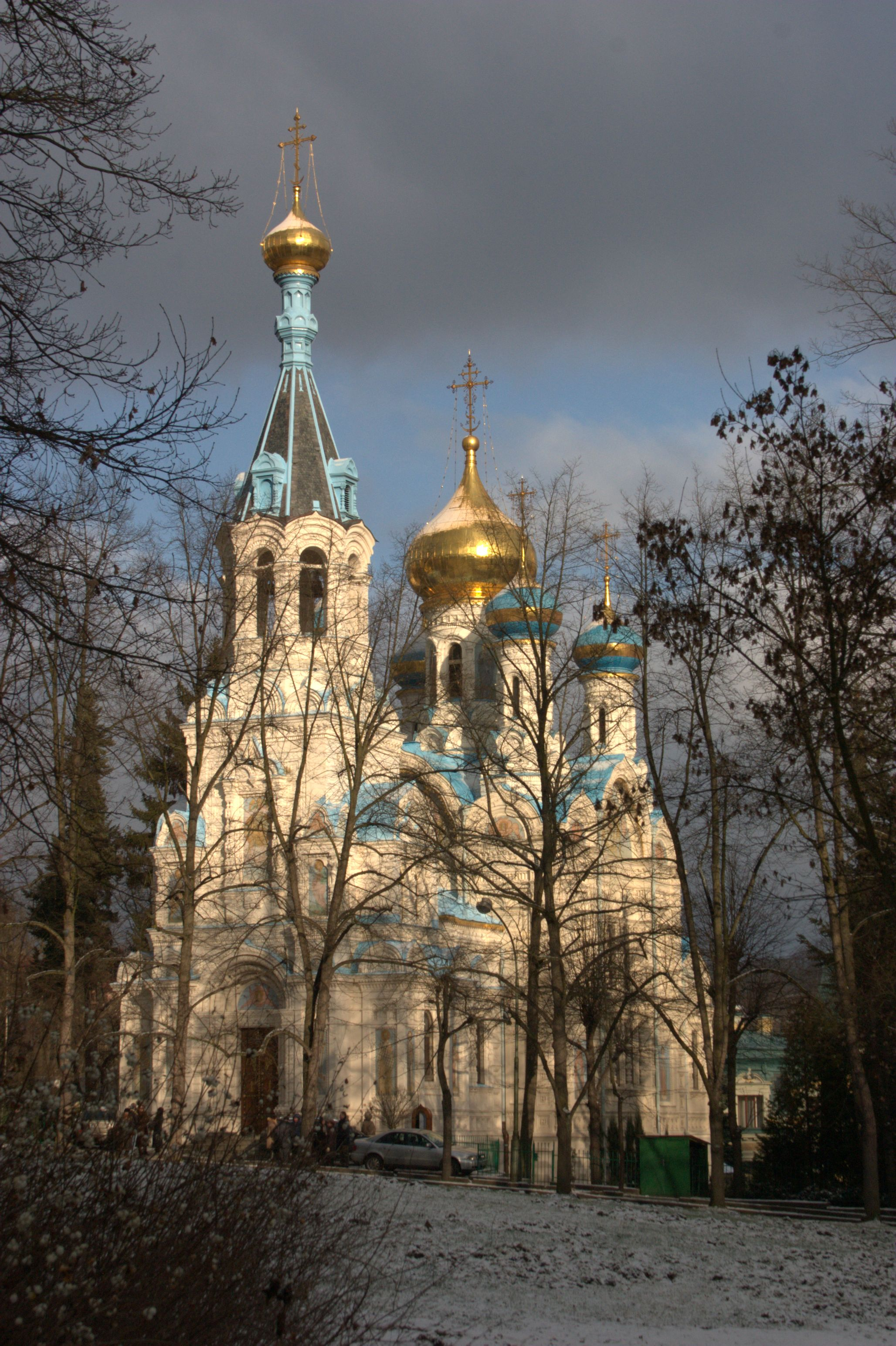
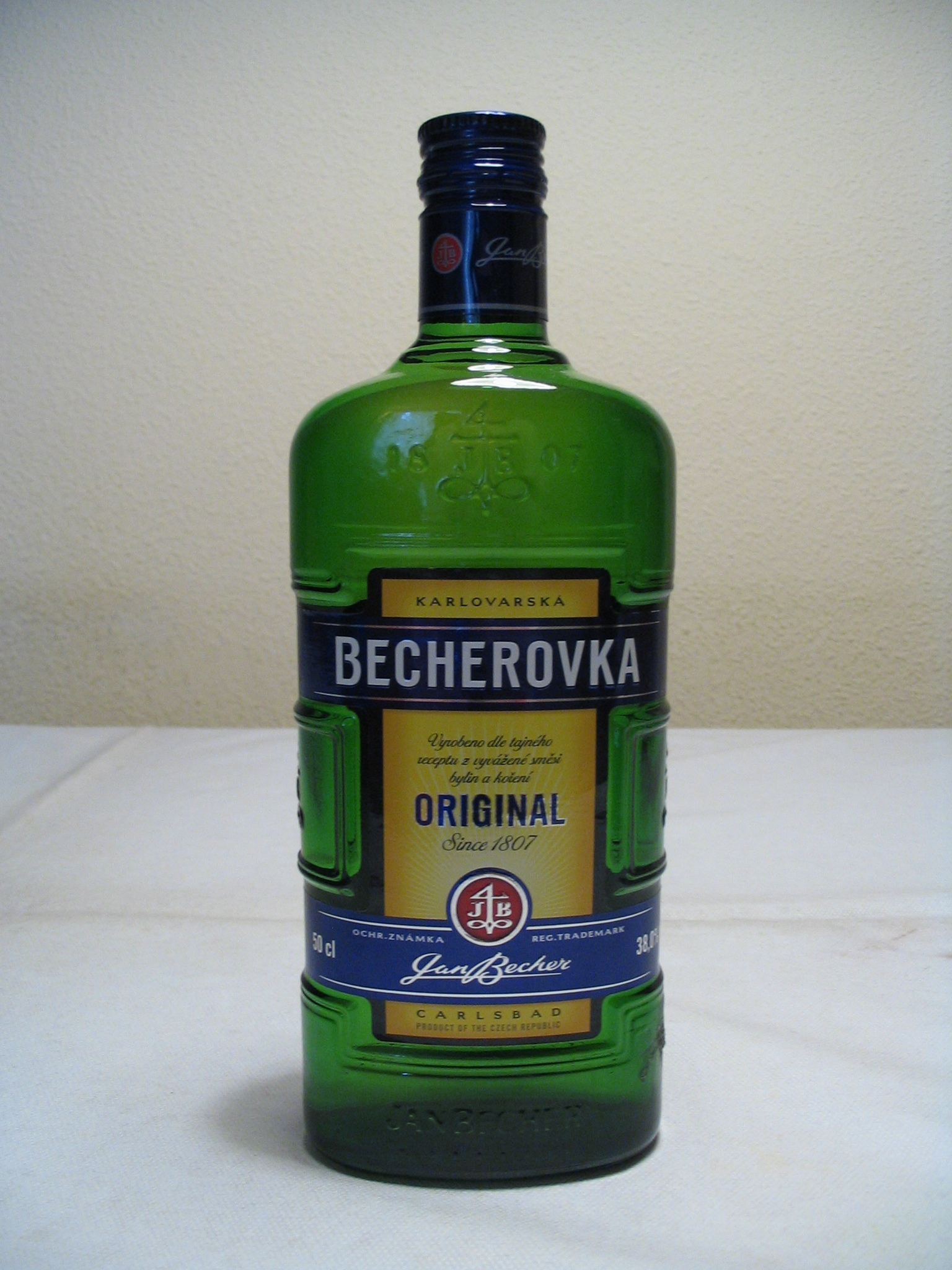
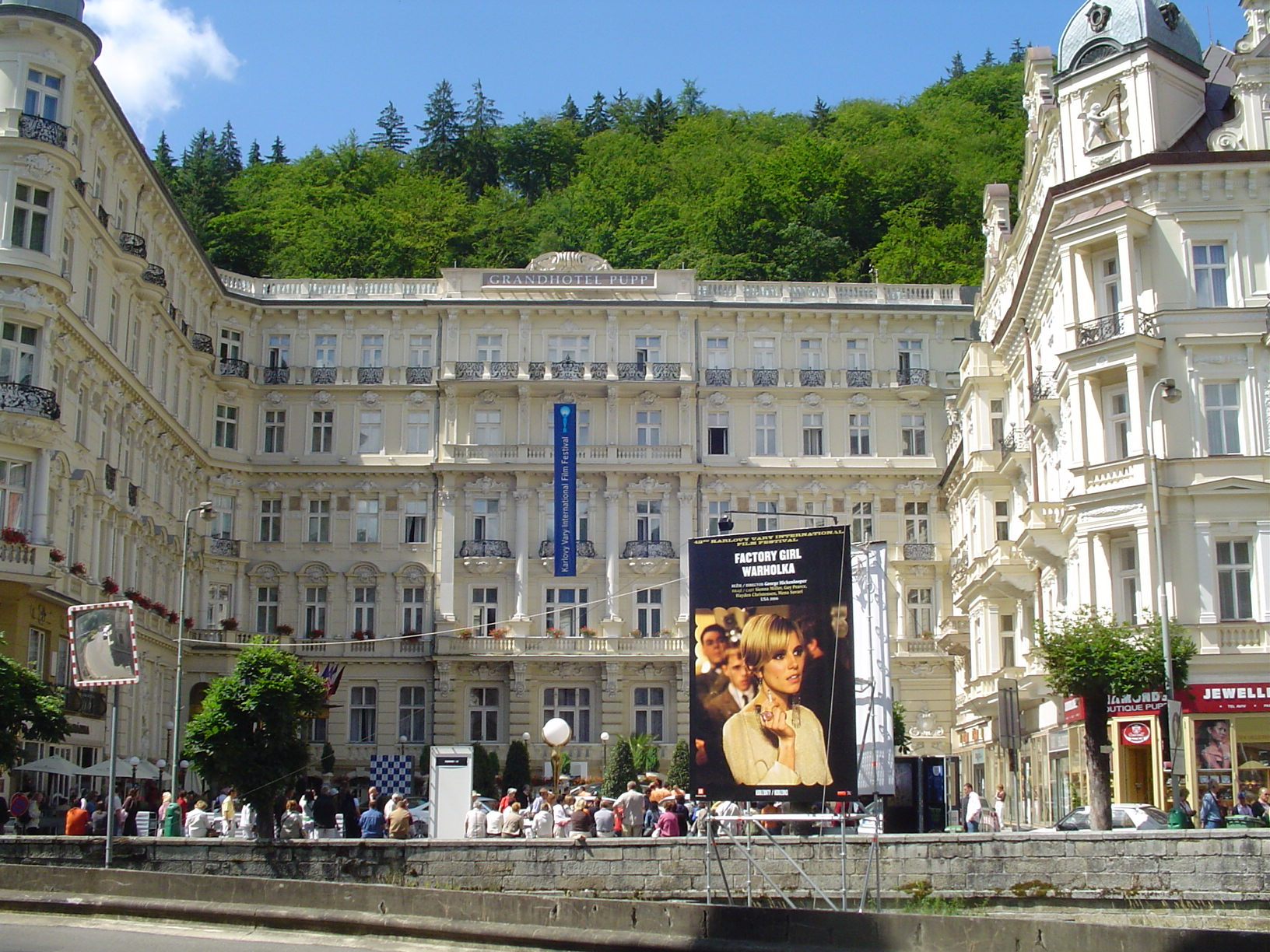
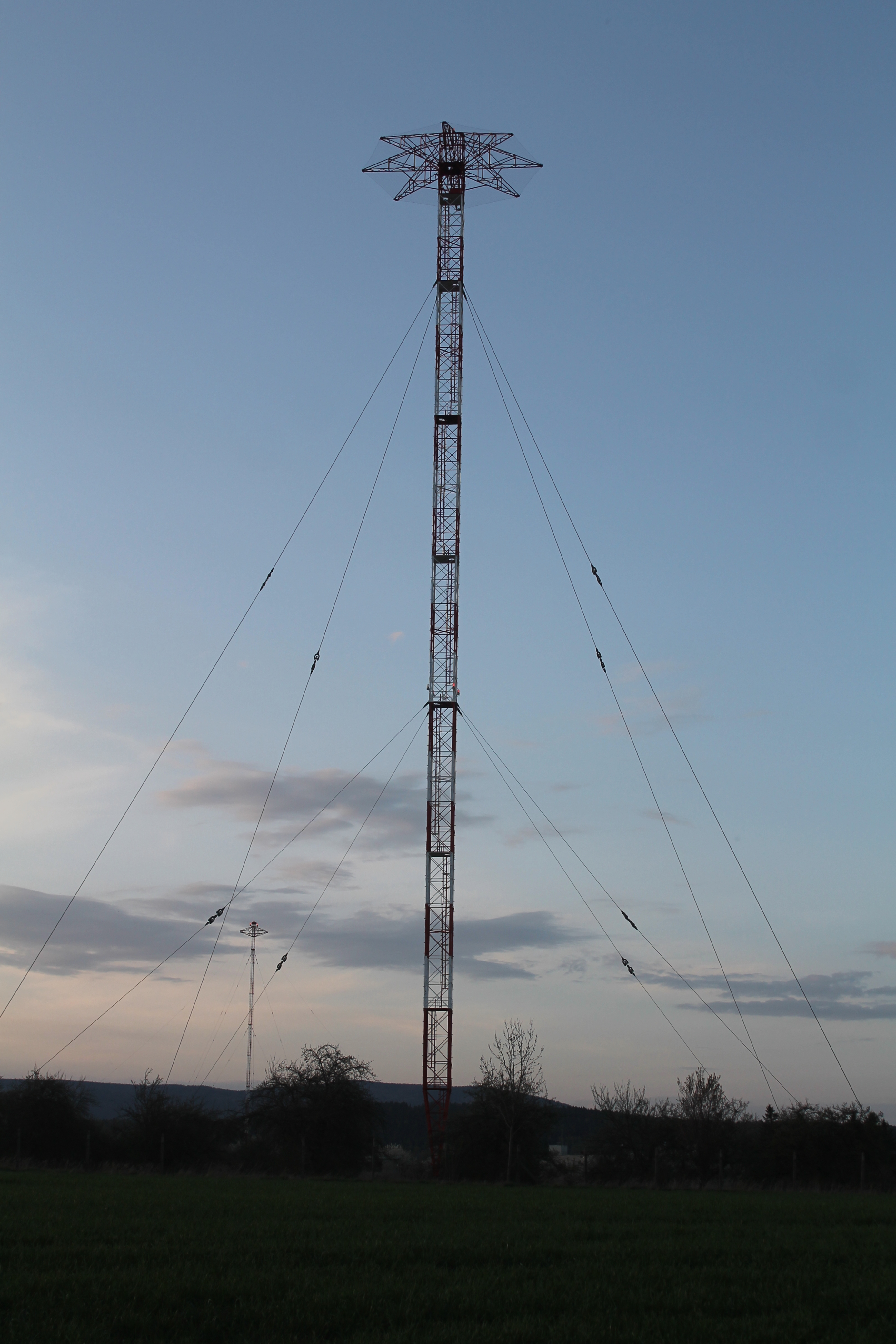
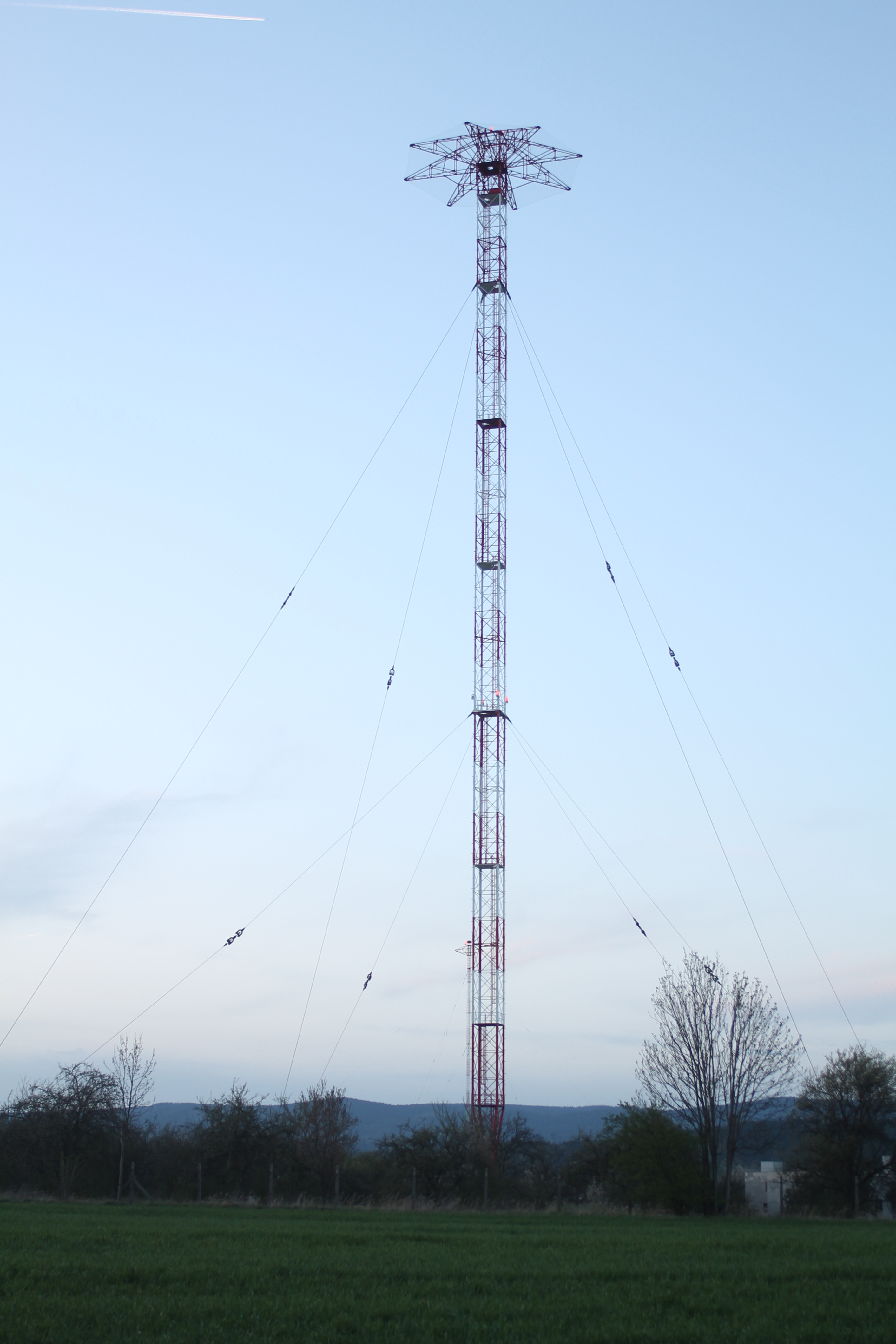
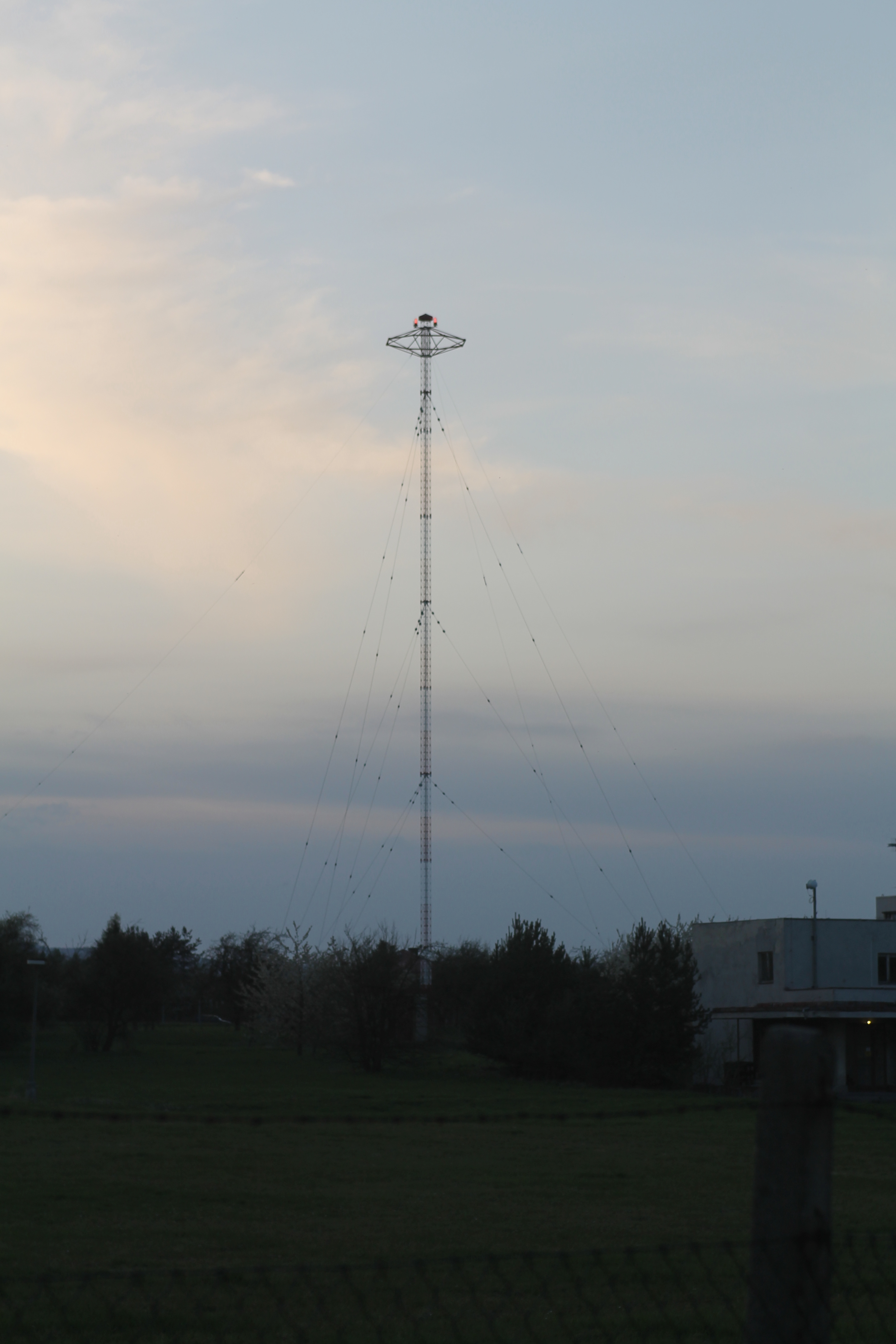